# عدم الانحياز
عدم الانحياز مفهوم سياسي تأخذ به الدول بإِرادتها الحرة وبحقها في سلوك السياسة التي تراها مناسبة لمصلحتها القومية في علاقتها مع الدول الأخرى، وليس لعدم الانحياز مفهوم قانوني ولا يخول الدول حقوقاً معينة أو يفرض عليها واجبات خاصة، إِلا التزام موقف الحياد الذي تقفه الدولة المحايدة في حال نشوب الحرب .

## راجع أيضا
- حركة عدم الانحياز